# Vaisala RS41
Die Vaisala RS41 ist eine Radiosonde des finnischen Herstellers Vaisala. Sie wird (Stand 2018) von vielen Wetterdiensten im Regelbetrieb eingesetzt.

## Geschichte

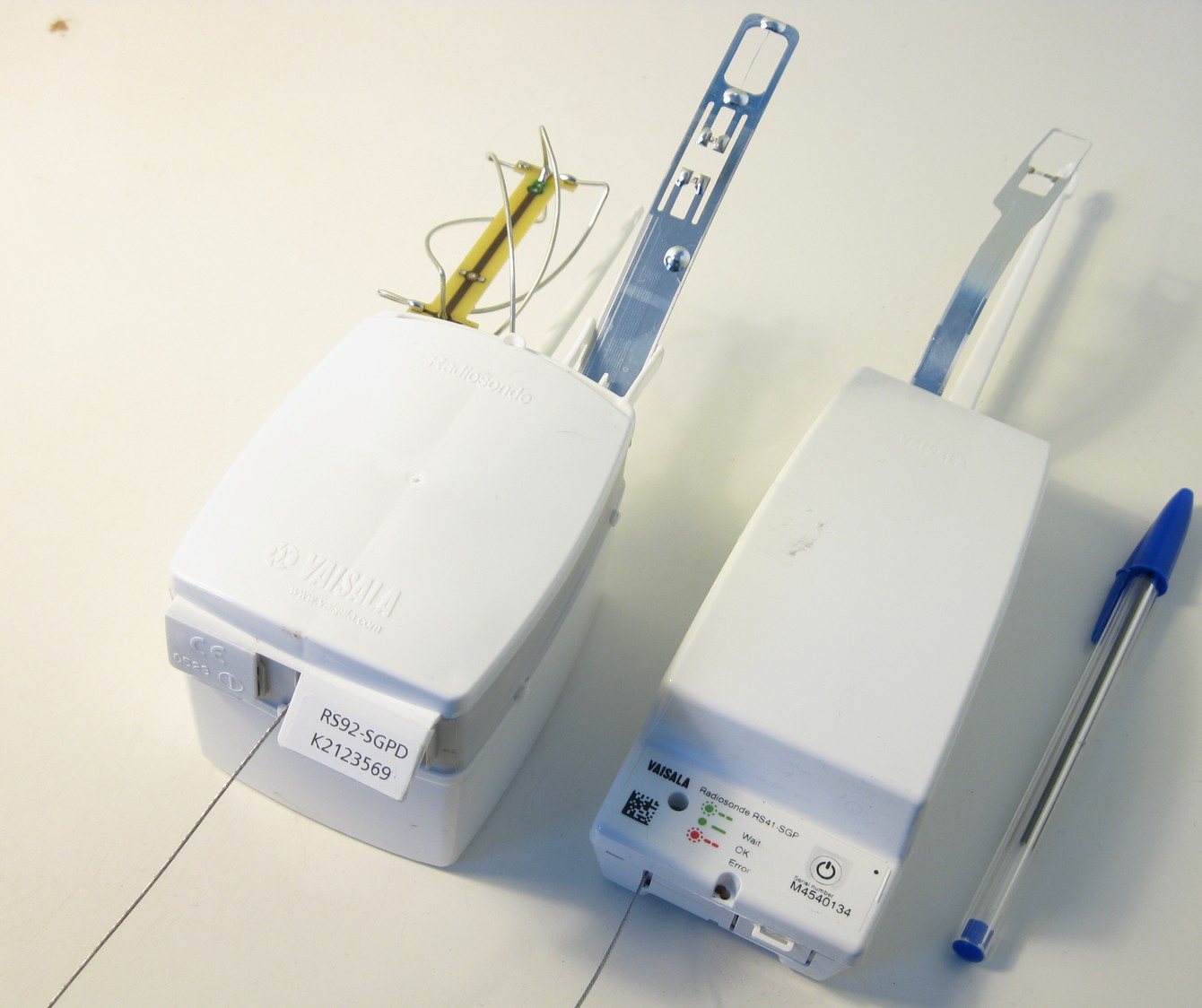
RS41 (rechts) im Vergleich mit dem Vorgänger RS92

Die Radiosonde wurde auf der „World Expo 2013“ in Brüssel von Vaisala vorgestellt, wurde aber zunächst von europäischen Wetterdiensten nicht verwendet. Im Verlaufe des Jahres 2017 fanden Erprobungsflüge der Bundeswehr sowie des Deutschen Wetterdienstes (DWD) statt. Seit Anfang 2018 wird die Sonde von Bundeswehr und DWD im Regelbetrieb eingesetzt, sie löst damit zumeist die zuvor verwendete Vaisala RS92 ab.

## Technik
Das Gehäuse der Sonde ist etwa 200 mm × 60 mm × 50 mm groß. Ab 2018 wurden die Gehäuse komplett aus Styropor gefertigt, während vorher eine feste Außenschale aus ABS die Styroporteile umschloss.
Am oberen Ende befinden sich die Sensoreinheit sowie ein Stab zum Anbringen der Sondenschnur. Am unteren Ende befindet sich eine λ/4-Antenne für das UHF-Band. Die GPS-Antenne ist, im Gegensatz zum Vorgängermodell, intern ausgeführt. Als Anzeige- und Bedienelement sind zwei LED und ein Taster vorhanden, jedoch erfolgt die Einschaltung der Sonde in der Regel beim Anwender über die integrierte NFC-Schnittstelle. Die LEDs zeigen vor dem Start die fehlerfreie Funktion und den betriebsbereiten GPS-Empfänger an, nach dem Start verlöschen sie jedoch. Mit dem Taster hat beispielsweise ein Finder die Möglichkeit, die gefundene Sonde auszuschalten. An der Unterseite ist zudem ein Anschluss für externe Sensoren vorhanden.
Je nach Anforderungen an die Messaufgaben können die Sonden mit optionalen Modulen zur Luftdruckmessung ausgestattet sein oder spezielle Funktionen für militärische Belange aufweisen. Die Betriebsbereitschaft des Messmoduls für den Luftdruck wird intern durch eine blinkende grüne LED signalisiert, die jedoch bei geschlossenem Gehäuse nur bei Dunkelheit erkennbar ist, da sie für den Anwender selbst keine Bedeutung hat und nicht beachtet zu werden braucht.
Die Energieversorgung erfolgt aus zwei Lithium-Eisensulfid-Zellen in der Baugröße AA.